# Ligament alaire
Les ligaments alaires (ou ligaments alaires de l'articulation atlanto-axiale médiale ou ligaments alaires de la dent ou ligaments occipito-odontoïdiens latéraux) sont des ligaments reliant le processus odontoïde de l'axis à la face médiale des condyles occipitaux.

## Description
Les ligaments alaires sont pairs, symétriques, courts et résistants d'environ 0,5 cm de diamètre.
Ils s'attachent en haut sur un tubercule de la face médiale des condyles occipitaux.
Ils s'étendent presque horizontalement, créant entre eux un angle d'au moins 140°.
Ils se terminent sur les faces latérales du processus odontoïde de l'axis.

## Rôle
Ils permettent la jonction entre le crâne et l'axis.
La fonction des ligaments alaires est de stabiliser l'articulation occipito-atlantoïdienne, elle limite l'amplitude des rotations de l'occiput par rapport à l'atlas à  environ 20°.

## Embryologie
Les ligaments alaires, ainsi que le ligament transverse de l'atlas, dérivent de la composante axiale du premier sclérotome cervical.

## Aspect clinique
Les ligaments alaires sont susceptibles de se déchirer par flexion et rotation de l'articulation cervicale. Si un ligament alaire est rompu, l'amplitude de rotation de la tête par rapport au cou augmente au-delà de la limite normale de 20 degrés.